# شهرداری آندریژویکا
شهرداری آندریژویکا (به لاتین: Andrijevica Municipality) یک منطقهٔ مسکونی در مونته‌نگرو است که در مونته‌نگرو واقع شده‌است. شهرداری آندریژویکا ۲۸۳ کیلومتر مربع مساحت و ۵٬۰۷۱ نفر جمعیت دارد و ۷۴۰ متر بالاتر از سطح دریا واقع شده‌است.